# Thomas Stavros
Thomas Stavros (São Paulo, SP, 22 de novembro de 1974) é um roteirista, produtor e ator brasileiro.

## Carreira
Criador da premiada série de TV 1 Contra Todos, começou sua carreira escrevendo, dirigindo e produzindo para o teatro. Já no seu primeiro espetáculo em 2001 - Clube Privê - Uma Comédia nos Loucos Anos 70  - foi recorde de bilheteria no Teatro Bibi Ferreira e foi considerado uma das 10 melhores comédias do país pela Revista Bravo.
Seu último espetáculo foi o musical Ceará Show - Agora eu Conheço, escrito em parceria com Silvio Guindane, recebendo 11 indicações ao Prêmio Quimera de Teatro, ganhando 6, entre eles Melhor Espetáculo e Melhor Autor.
Funda a Produção Carioca,  onde cria, junto com seu sócio José Guertzenstein, sua "fábrica de conteúdos" e começa a desenvolver seus projetos audiovisuais para a TV e o cinema.
Criou o seriado 1 Contra Todos, onde também é roteirista, com produção da Conspiração Filmes para o Canal Fox Brasil e América Latina, dirigido por Breno Silveira. Foi considerado pela mídia como o Breaking Bad brasileiro.  Bem recebida pelo público desde o começo, 1 Contra Todos tornou-se a série nacional mais vista da TV paga logo em sua primeira temporada e alcançou excelente repercussão em toda a América Latina.
Ao longo de 4 temporadas, a série 1 Contra Todos aumentou em 74% a audiência do canal e recebeu diversos prêmios, além de importantes indicações, nacionais e internacionais: 2 vezes indicada ao Emmy Internacional como melhor série, Golden Nymph Awards, Prêmio ABRA de Roteiro, Pêmio APCA, entre outros. Além disso, o protagonista Julio Andrade também foi indicado ao Emmy Internacional por sua atuação na série. Após tanto sucesso na América Latina, a série terá um remake produzido no México, totalmente em espanhol.
Assina a série O Negociador,  como criador e roteirista. Dirigida por Bel Valiante e produzida pela Boutique Filmes para a Amazon Prime Video, é estrelada por Malvino Salvador.
Thomas foi roteirista do seriado Acerto de Contas, em parceria com Silvio Guindane. Produzido por Mariza Leão e dirigido por José Joffily para o MultiShow, bateu recorde de audiência.
Também escreveu o seriado Sem Volta, a primeira série de ação e aventura do Brasil, uma super produção da Record, em parceria com Gustavo Lipsztein.
No cinema, assinou como Showrunner do longa 10 Segundos para Vencer, que retrata a história do campeão mundial de boxe, Eder Jofre – onde é criador, roteirista e produtor, produzido pela Globo Filmes, em parceria com a Tambellini Filmes, dirigido por José Alvarenga Jr. O longa foi agraciado por 2 Kikitos no Festival de Cinema de Gramado, e foi o grande vencedor do Festival de Cinema da Lapa, levando 6 estatuetas, entre elas o de Melhor Filme (júri popular), Melhor Filme (júri oficial) e Melhor Roteiro. Também ganhou diversos prêmios internacionais, entre eles o Toronto Lift-Off Film Festival.
10 Segundos para Vencer também estreou em formato minissérie de 4 episódios na TV Globo e fechou a grade garantido recorde de audiência para o horário.
Também colaborou com o roteiro de Gonzaga – de Pai para Filho, de Breno Silveira.
É criador e roteirista do longa 2 Doses de Tequila. Dirigido por Juan Zapata, que também assina a produção, será filmado em Los Angeles em 2023.
Atualmente desenvolve mais uma série para o streaming (HBO Max) como Showrunner - criador, roteirista e produtor - e o longa "Malandragem dá um Tempo", baseado na biografia do cantor Bezerra da Silva.

## Filmografia
| Ano  | Título                             | Atividade                                   | Canal              |
| ---- | ---------------------------------- | ------------------------------------------- | ------------------ |
| 2012 | Gonzaga - de Pai para Filho        | Colaborador de Roteiro                      | Cinema             |
| 2014 | Acerto de Contas                   | Roteirista                                  | MultiShow          |
| 2016 | Ceará Show - Agora eu Conheço      | Roteirista                                  | Teatro             |
| 2016 | Sem Volta                          | Roteirista                                  | Record TV          |
| 2016 | 1 Contra Todos - 1ª Temporada      | Criador e Roteirista                        | FOX+ / STAR+       |
| 2017 | 1 Contra Todos - 2ª Temporada      | Criador e Roteirista                        | FOX+ / STAR+       |
| 2018 | Longa 10 Segundos Para Vencer      | Showrunner - Criador, Roteirista e Produtor | Cinema             |
| 2018 | 1 Contra Todos - 3ª Temporada      | Criador e Roteirista                        | FOX+ / STAR+       |
| 2019 | Minissérie 10 Segundos Para Vencer | Showrunner - Criador, Roteirista e Produtor | TV Globo           |
| 2020 | 1 Contra Todos - 4ª Temporada      | Criador e Roteirista                        | FOX+ / STAR+       |
| 2023 | O Negociador - 1ª Temporada        | Criador e Roteirista                        | Amazon Prime Video |
| 2024 | Malandragem dá um Tempo            | Showrunner - Criador, Roteirista e Produtor | Cinema             |
| 2024 | 2 Doses de Tequila                 | Showrunner - Criador, Roteirista e Produtor | Cinema             |
| 2024 | (Nome ainda não divulgado)         | Showrunner - Criador, Roteirista e Produtor | HBO Max            |

## Ligações Externas
- Thomas Stavros no Internet Movie Database
- Thomas Stavros no AdoroCinema